# Alguaire
Alguaire – gmina w Hiszpanii, w prowincji Lleida, w Katalonii, o powierzchni 50,26 km². W 2011 roku gmina liczyła 3105 mieszkańców.